# 電路學對偶現象
電路學中的對偶現象（duality）是指電路學互相對應的一些詞語，是由亞歷山大·羅素在1904年出版其理論時開始使用。
以下是一些電路學中的對偶：
- 電壓－電流
- 節點－環路（英语：Mesh analysis）
- 開路－短路
- 串聯－並聯
- 柯氏電壓定理－柯氏電流定理
- 戴維寧定理－諾頓定理
- 電阻－電導
- 電感－電容
- Y形電路－Δ形電路

## 資料來源
- 洪勤溪. . 台北,臺灣: 安良出版社. 1982年: 2-29頁 （中文（繁體））.

1. ↑  Belevitch, V, "Summary of the history of circuit theory", Proceedings of the IRE, vol 50, Iss 5, pp.848-855, May 1962 doi:10.1109/JRPROC.1962.288301.
2. ↑  Alexander Russell, A Treatise on the Theory of Alternating Currents, volume 1, chapter XXI, Cambridge: University Press 1904 OCLC 264936988.